# Móri járás
A Móri járás Fejér vármegyéhez tartozó járás Magyarországon, amely 2013-ban jött létre. Székhelye Mór. Területe 417,55 km², népessége 34 431 fő, népsűrűsége 83 fő/km². Két város (Mór és Bodajk) és 11 község tartozik hozzá.
A Móri járás a járások 1983-as megszüntetése előtt is mindvégig létezett, és székhelye az állandó járási székhelyek kijelölése (1886) óta végig Mór volt.
2015 január 1-vel Magyaralmást a Székesfehérvári járástól átcsatolták a Móri járáshoz.

## Települései
| Település      | Rang (2013. július 15.) | Kistérség (2013. január 1.) | Népesség (2012. január 1.) | Terület (km²) | Régi járás (2015. január 1-ig) |
| -------------- | ----------------------- | --------------------------- | -------------------------- | ------------- | ------------------------------ |
| Mór            | járásszékhely város     | Móri                        | 14 255                     | 108,61        | –                              |
| Bodajk         | város                   | Móri                        | 4 051                      | 28,98         | –                              |
| Bakonycsernye  | nagyközség              | Móri                        | 3 097                      | 38,13         | –                              |
| Balinka        | község                  | Móri                        | 945                        | 18,62         | –                              |
| Csákberény     | község                  | Móri                        | 1 182                      | 41,37         | –                              |
| Csókakő        | község                  | Móri                        | 1 311                      | 10,92         | –                              |
| Fehérvárcsurgó | község                  | Móri                        | 1 971                      | 29,64         | –                              |
| Isztimér       | község                  | Móri                        | 979                        | 53,88         | –                              |
| Kincsesbánya   | község                  | Móri                        | 1 526                      | 10,87         | –                              |
| Magyaralmás    | község                  | Móri                        | 1 537                      | 22,42         | Székesfehérvári                |
| Nagyveleg      | község                  | Móri                        | 659                        | 13,17         | –                              |
| Pusztavám      | község                  | Móri                        | 2 413                      | 34,69         | –                              |
| Söréd          | község                  | Móri                        | 505                        | 6,25          | –                              |

## Története
2015. január 1-én a Székesfehérvári járásból Magyaralmás a Móri járásba került.